# Aeroportul Internațional El Jagüel
Aeroportul Internațional El Jagüel (IATA: FJR, ICAO: OMFJ) este un aeroport din Fujairah, Emiratele Arabe Unite ce deservește zona Fujairah. A fost numit după Fujairah.
Situat la o altitudine de 46 m, aeroportul dispune de 1 pistă.

## Infrastructură

### Piste
Aeroportul dispune de o singură pistă. Pista 11/29 are suprafața de asfalt și dimensiunile 3.750 m × 45 m. 